# Coronation (wyspa)
Coronation – największa wyspa Orkadów Południowych. Do wyspy roszczą sobie prawa Argentyna, uznająca ją za część Antarktydy Argentyńskiej, oraz Wielka Brytania, uznająca ją za część Brytyjskiego Terytorium Antarktycznego. Na mocy postanowień traktatu antarktycznego wszelkie roszczenia zostały czasowo zawieszone, gdyż wyspa leży na południe od równoleżnika 60° S.

## Środowisko naturalne

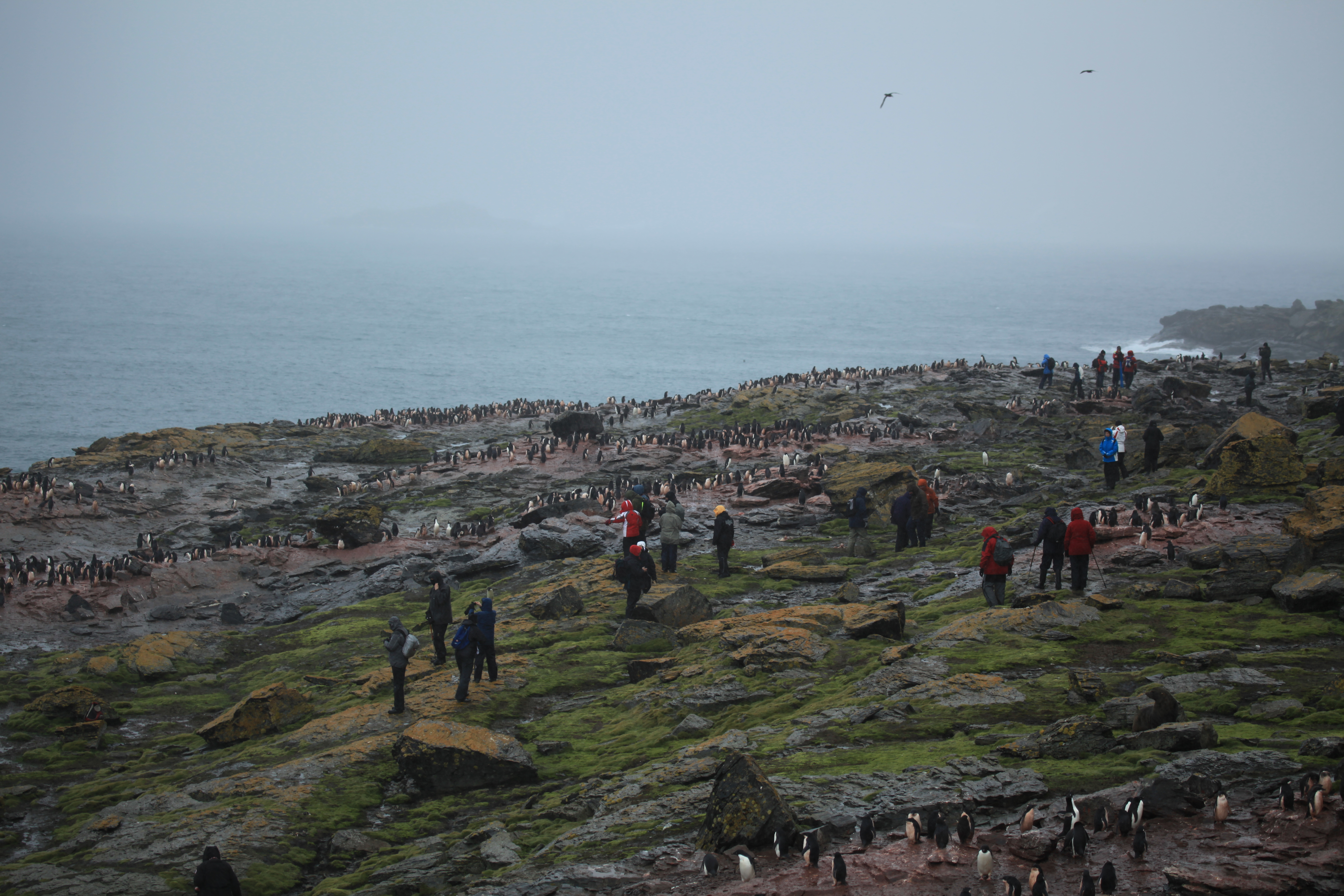
Turyści w kolonii pingwinów w Shingle Cove

Wyspa jest skalista, o poszarpanym wybrzeżu z głębokimi zatokami i przylądkami wysuniętymi daleko w morze. Najwyższy szczyt wyspy, Mount Nivea, wznosi się na 1266 m n.p.m. Tworzą ją zmetamorfizowane skały osadowe: łupki i amfibolity, duża część jej powierzchni jest pokryta przez lód. Pak lodowy przez większą część roku otacza jej wybrzeża.
Na wyspie znajdują się kolonie lęgowe pingwinów Adeli, maskowych i wielu ptaków morskich.

## Historia
Wyspa została odkryta w 1821 roku przez Nathaniela Palmera i George’a Powella; Powell nadał jej nazwę dla uczczenia koronacji Jerzego IV na króla Wielkiej Brytanii. Początkowo interesowali się nią głównie łowcy fok, którzy przetrzebili tutejsze stada. W 1945 roku Brytyjczycy podjęli próbę założenia stacji badawczej na wyspie Coronation, w Sandefjord Bay. Budynek powstał, lecz nigdy nie był obsadzony personelem i runął w 1955, prawdopodobnie powalony przez wiatr. W styczniu 1963 roku polarnicy z brytyjskiej stacji Signy Research Station, położonej na pobliskiej wyspie Signy, założyli na wyspie Coronation terenową bazę (Shingle Hut, w Shingle Cove), okresowo wykorzystywaną przez badaczy.
Na wyspie powstał Szczególnie Chroniony Obszar Antarktyki nr 114 (Northern Coronation Island). Obejmował on 92 km² na północy środkowej części wyspy, chronił on kolonię pingwinów maskowych oraz miejsca gniazdowania warcabników i petreli śnieżnych. W 2014 roku cofnięto decyzję o wyznaczeniu tego obszaru.